# فرانسيلي دا روشا
فرانسيلي دا روشا (بالبرتغالية: Francielle da Rocha) مواليد 6 أكتوبر 1992 في البرازيل، هي لاعبة كرة يد برازيلية تلعب كوسط مدافع. مثلت منتخب البرازيل لكرة اليد للسيدات. شاركت في دورة الألعاب الأولمبية الصيفية سنة 2016. حققت المركز الأول في دورة الألعاب الأمريكية 2015.

## سجل المنافسة
شاركت في البطولات التالية:
- الألعاب الأولمبية الصيفية 2016
- بطولة العالم لكرة اليد للسيدات 2015

## الميداليات
| الميدالية | المسابقة                              |
| --------- | ------------------------------------- |
| ذهبية     | دورة الألعاب الأمريكية 2015           |
| برونزية   | الألعاب الأولمبية الصيفية للشباب 2010 |

## روابط خارجية
- فرانسيلي دا روشا على موقع الاتحاد الأوروبي لكرة اليد (الإنجليزية)
- فرانسيلي دا روشا على موقع أوليمبيديا (الإنجليزية)
- فرانسيلي دا روشا على موقع اللجنة الأولمبية البرازيلية (البرتغالية)